# Miltonia flavescens
Miltonia flavescens (tên tiếng Anh: Yellowish Miltonia) là một loài phong lan có ở miền nam Brasil và Paraguay, và cũng được ghi nhận ở miền đông Peru.

## Hình ảnh

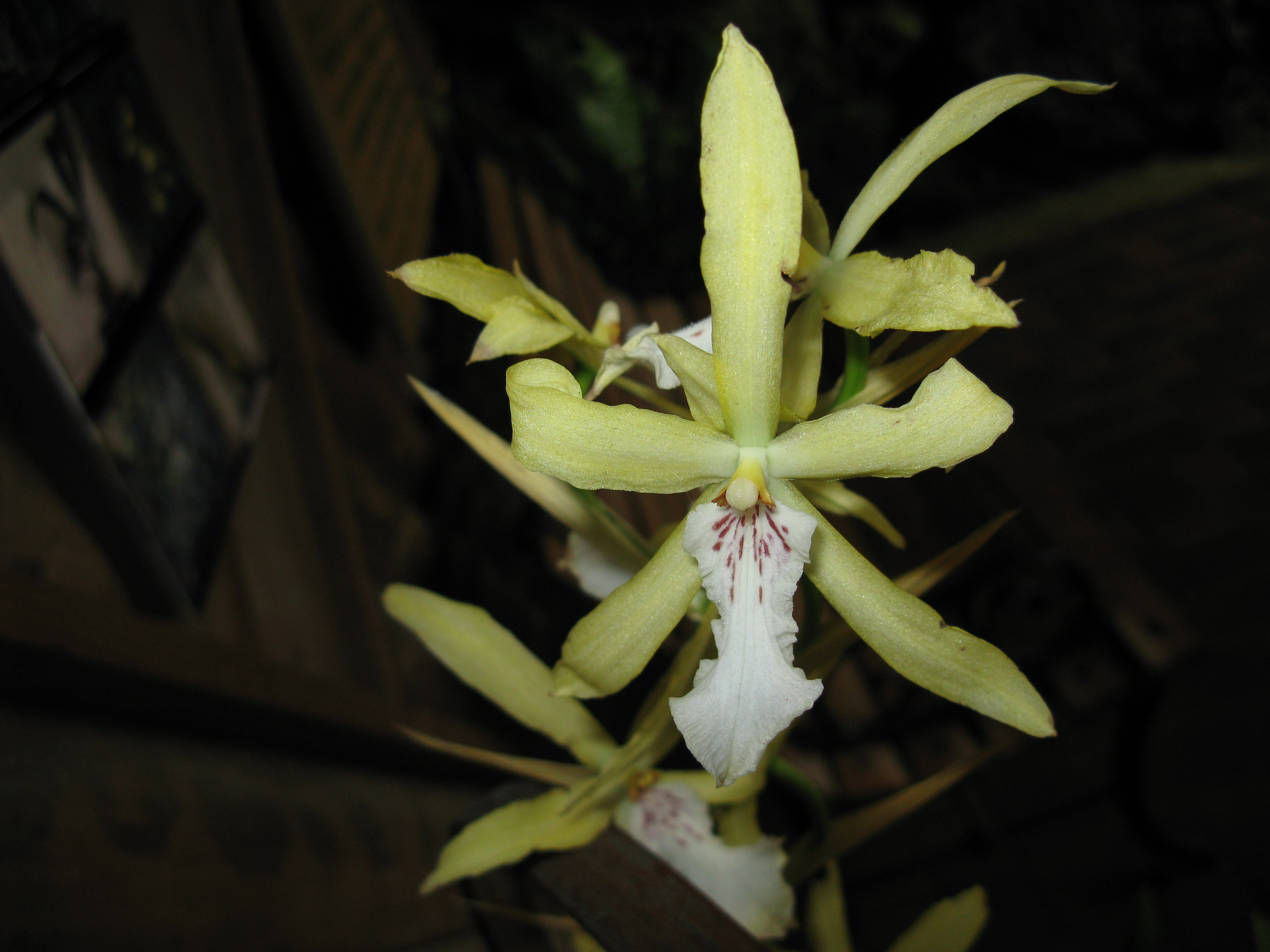
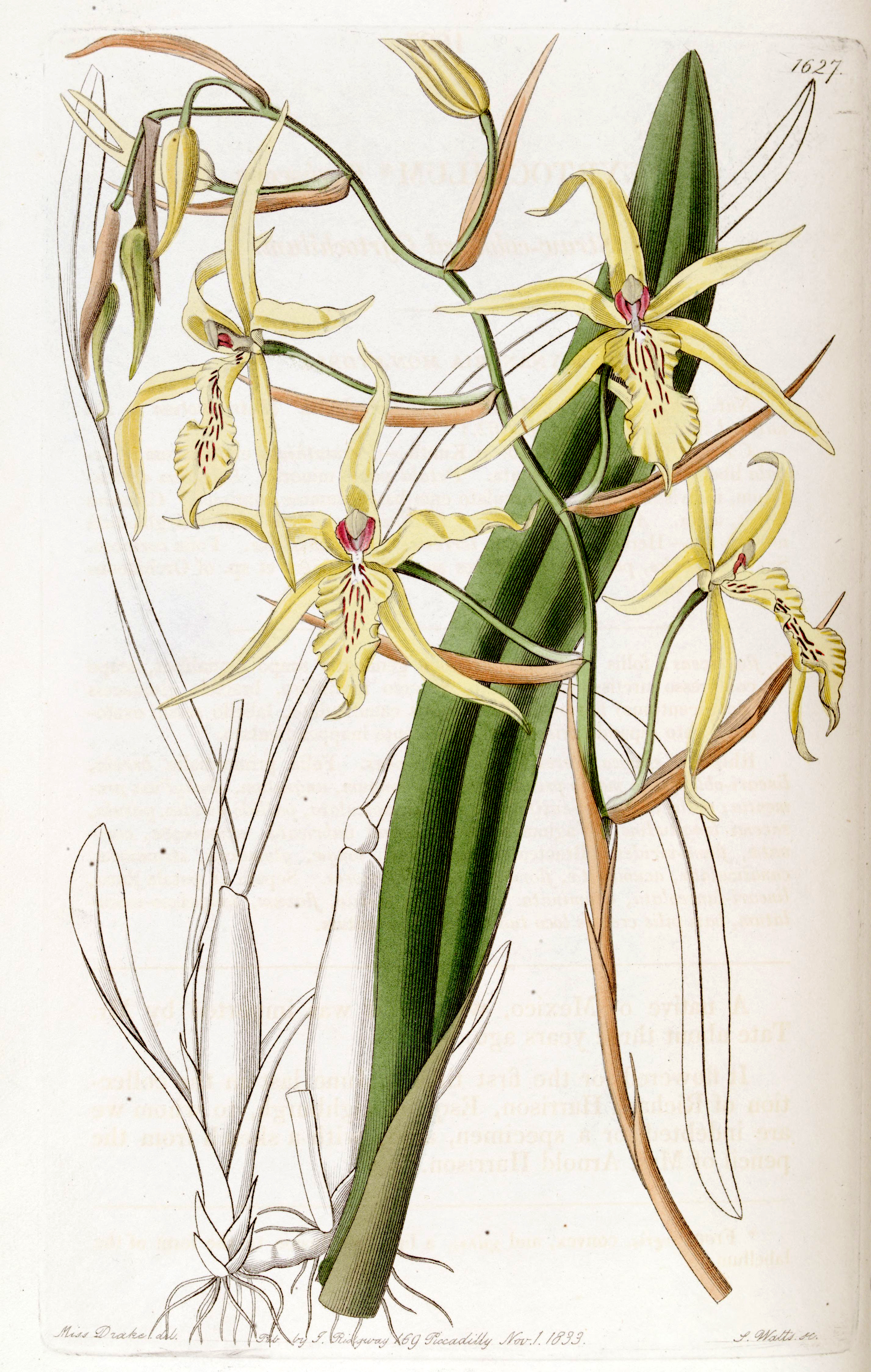
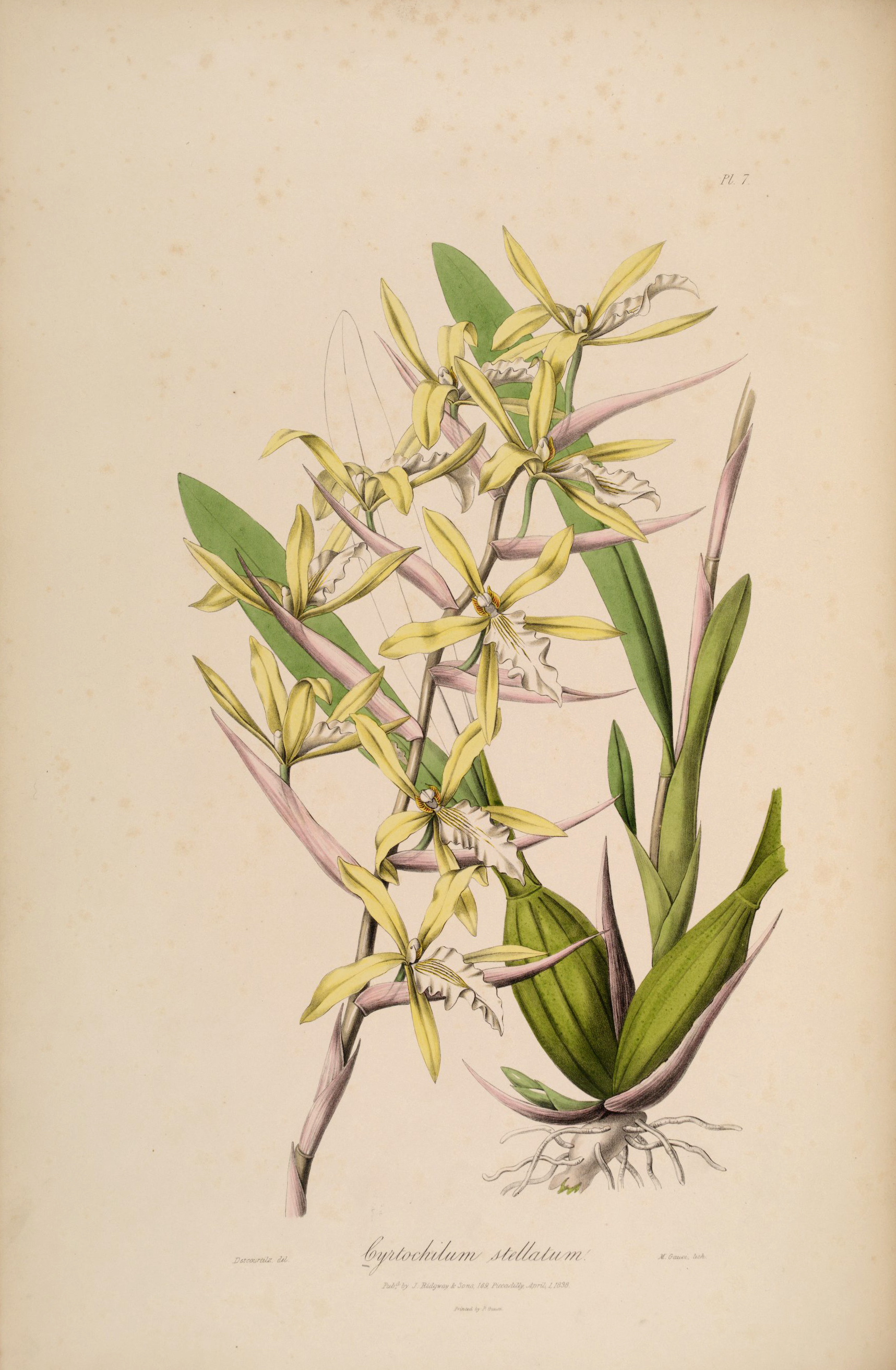
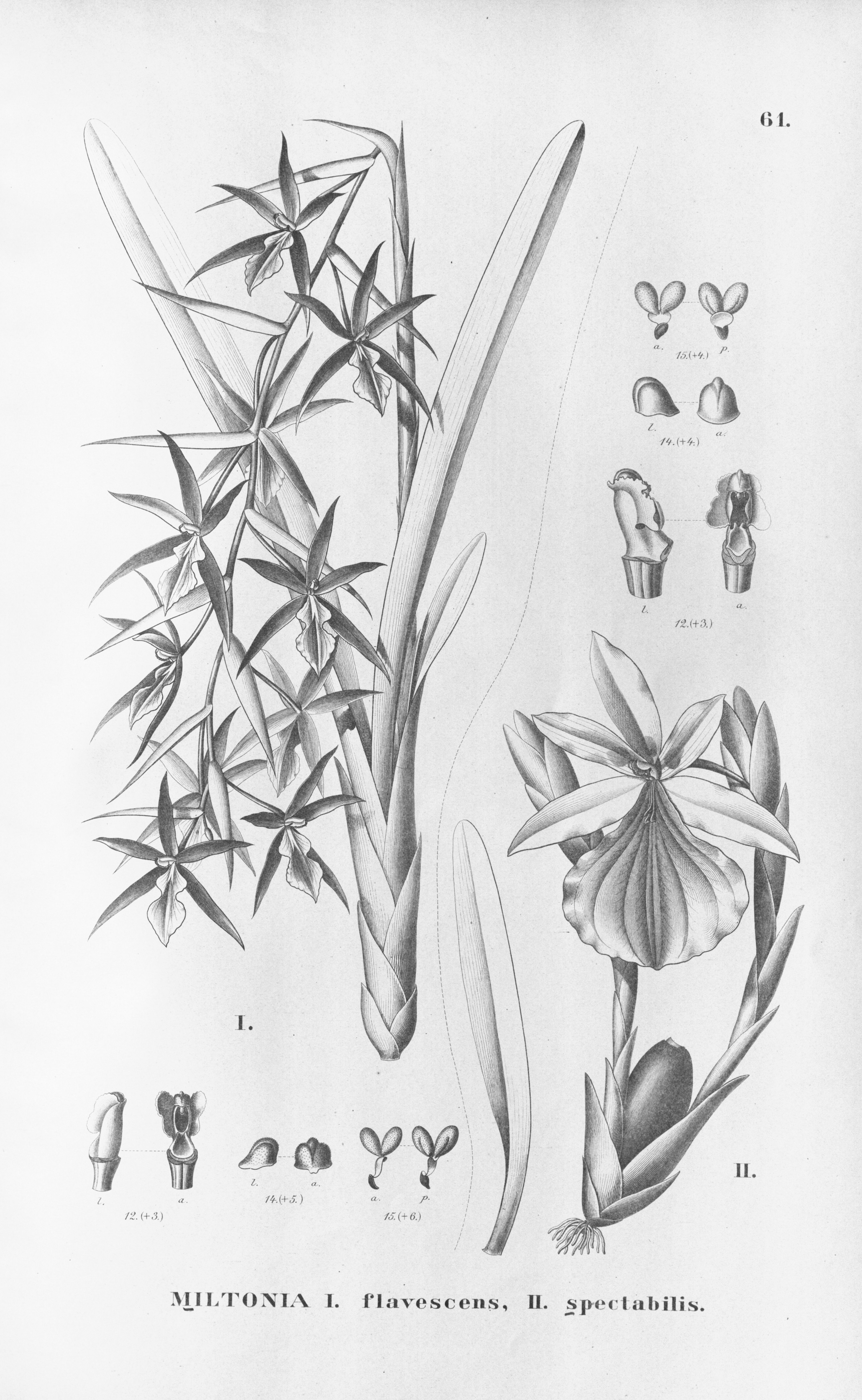